# Сіністер (фільм)
«Сіністер» (англ. Sinister, укр. Зловісний) — фільм жахів режисера Скотта Дерріксона, в головних ролях Ітан Гоук, Вінсент Д'Онофріо і Джеймс Ренсон. Світова прем'єра відбулася на кінофестивалі «На південь через південний захід» 11 березня 2012 року. У широкий прокат фільм вийшов 11 жовтня 2012.

## Сюжет
Разом з родиною автор детективів поселяється в невеликому містечку, в будинку, де майже рік тому відбулась дуже страшна трагедія — були вбиті всі мешканці. Письменник випадково знаходить відеозаписи, які є ключем до таємниці злочину. Але ніщо не дається задарма: в будинку починають відбуватися жахливі речі і тепер під загрозою життя його близьких. Вони зіткнулися з чимось, від чого немає порятунку…

## У ролях
- Ітан Гоук — Еллісон Освальт[2]
- Джульєтт Райлсен — Трейсі
- Клер Фолі — Ешлі
- Майкл Холл Д'Аддаріо — Тревор
- Фред Томпсон — шериф
- Джеймс Ренсон — помічник шерифа
- Вінсент Д'Онофріо — професор Джонас
- Вікторія Лі — Стеффані